# Qatsir-Harix
Qatsir-Harix (en hebreu, קציר-חריש) és un consell local del districte de Haifa d'Israel.
Qatsir i Harix eren dos quibuts que, a principis dels anys vuitanta, van esdevenir un consell local dintre del pla d'Ariel Xaron, llavors ministre d'Habitatge, d'establir els nous immigrants a la zona. Malgrat que tots dos quibuts ja tenien un caràcter bastant urbà i que hom esperava que entre 30.000 i 50.000 persones s'hi establissin, la població de totes dues localitats no arriba als 4.000 habitants. Durant la intifada d'Al-Aqsa, desenes de persones van fugir del municipi, que està situat en el centre d'una regió poblada majoritàriament per àrabs i a la frontera amb Cisjordània.
A principis del 2006, l'ajuntament va començar una campanya per intentar evitar que s'instal·lessin a Qatsir i a Harix nous habitants d'origen àrab. El municipi disposa d'un comitè d'acceptació, que ha d'aprovar la compra de terres i habitatges per part dels nouvinguts que vulguin instal·lar-s'hi. Encara que, de fet, rebutgen qualsevol persona àrab interessada a anar a viure al poble, els habitatges de protecció oficial sí que poden ser adquirits per qualsevol ciutadà, cosa que fa inútils els intents d'evitar l'arribada d'àrabs al poble. Per tal que el municipi segueixi conservant una majoria jueva, van aconseguir atreure unes quaranta famílies de l'Argentina per tal que hi immigressin i se'ls oferiren terres i cases.
Actualment també s'està posant en marxa un projecte per a construir un polígon industrial a la zona, compartit amb el consell regional de Manassès i el municipi araboisraelià d'Umm al-Fahem.